# The Lord of the Rings: War of the Ring
| Сводный рейтинг                           | Сводный рейтинг     |
| Агрегатор                                 | Оценка              |
| ----------------------------------------- | ------------------- |
| GameRankings                              | 67,46 %             |
| Metacritic                                | 67/100 (25 обзоров) |
| MobyRank                                  | 67/100              |
| Иноязычные издания                        |                     |
| Издание                                   | Оценка              |
| AllGame                                   | [ 4 ]               |
| GameSpot                                  | 6,7/10              |
| GameSpy                                   | [ 6 ]               |
| IGN                                       | 7,9/10              |
| Русскоязычные издания                     |                     |
| Издание                                   | Оценка              |
| Absolute Games                            | 52 %                |
| PlayGround.ru                             | 6,5/10              |
| «Домашний ПК»                             | [ 10 ]              |
| Награды                                   |                     |
| Издание                                   | Награда             |
| Медаль журнала «Лучшие компьютерные игры» |                     |

The Lord of the Rings: War of the Ring (рус. Властелин колец: Война кольца) — компьютерная игра, стратегия в реальном времени, основанная на романе Дж. Р. Р. Толкина «Властелин Колец», разработанная Liquid Entertainment и изданная Sierra Entertainment по лицензии Tolkien Enterprises в 2003 году. Несмотря на хороший сюжет и неплохую по тем временам графику, особой популярности не получила.

## Игровой процесс

### Основные принципы
Игра концентрируется на отстройке базы, создании армии и последующем уничтожении сил врага. Для создания новых отрядов и зданий, а также проведения исследований требуются два ресурса, добываемые рабочими — еда и руда. Кроме того, на картах обычно есть одно или несколько мест силы — особых артефактов, выполненных в виде статуй, которые дают различные бонусы, например, увеличение здоровья для всех отрядов. Армия, которая изгоняет все посторонние войска с территории около этого места, автоматически захватывает его, что делает возможным многократный переход мест силы из рук в руки. За уничтожение врагов и занятие мест силы игрок получает очки судьбы, которые могут быть использованы для вызова героев или различных магических явлений. Количество и качество отрядов, которые может создать игрок, зависит от количества ресурсов и уровня развития базы. Повышение уровня, проводимое в главном здании, даёт доступ к новым постройкам, отрядам и улучшениям. В частности, некоторые отряды могут стать невидимыми, и для их обнаружения противнику понадобятся отряды-детекторы. Помимо обычных характеристик — здоровья, урона, брони — отряды различаются по типу оружия. В игре есть три обычных типа — тупое, режущее и копья, реализованных по принципу «камень, ножницы, бумага». Четвёртый тип оружия — героическое — имеет преимущество перед тремя обычными, но доступен только героям. Герои имеют лучшие характеристики по сравнению с обычными отрядами, могут набирать опыт и становиться сильнее по мере роста уровней и раскрытия новых способностей. Кроме того, погибшего героя можно воскресить за очки судьбы.
В игре доступны две армии — Света и Тьмы, имеющие свой набор отрядов, зданий и магии. Армия Света отличается более высокими характеристиками отрядов, что уравновешивается более низкой стоимостью отрядов армии Тьмы.

### Режимы игры
Игроку предлагается три режима игры — одиночная кампания, сражение с компьютером и многопользовательская игра.
- Кампания — Состоит из набора сюжетных миссий. Они повествуют о эпизодах книги, не вошедших в экранизацию трилогии
- Сражение — Игра с компьютером. Существует несколько подкатегорий:
  - Выживание — Тип игры, основной целью которого является уничтожение сил противника, после уничтожения всех зданий игрока, его отряды становятся видны для всех врагов даже в тумане войны.
  - Разрушение — Целью этого режима является уничтожение всех зданий противника.
  - Голод — Командам дается огромное количество ресурсов (количество зависит от настроек игрока), однако на карте убраны все колодцы и месторождения руд.
  - Контроль — Команды обязаны удерживать особые контрольные точки силы, получая за это очки. Побеждает та команды у которой будет больше очков на момент окончания времени.
  - Катапульта — На карте расположена катапульта. Команды должны захватить её, тогда они получают преимущество над противником. Катапульту можно использовать раз в минуту, но это компенсируется её убойной силой.
- Многопользовательская игра — сражение с другими игроками. Все режимы и карты такие же, как и в одиночной игре.

## Сюжет
Сюжет следует каноническим материалам. Он так же пересекается с действиями кинотрилогии.

### Кампания за Свет
Кампания за силы Света разворачивается во время Войны Кольца, освещая неизвестные моменты этой войны.
Сначала Гимли, посланный королём гномов на защиту Железных гор, громит вторгшихся в гномьи земли мордорских орков. Далее Леголас, преследующий сбежавшего Голлума, натыкается на отряды орков. Следы приводят его к базе войск Саурона, охраняющей Дол-Гулдрур. Леголас вынужден оставить своё задание для отражения этой угрозы. После этого в Осгилиате Боромир и Фарамир при помощи гарнизона и подкреплений из Рохана отражают атаки мордорских орков на Минас Тирит, уничтожая мост через Андуин. Далее действие переносится в Лотлориен, куда Братство Кольца отступает из пещер Мории, надеясь найти там помощь против морийских орков. Единственным способом спастись от орд врага становятся два золотых Мэллорна, посаженных самой Галадриэль. Усиленные присутствием героев, Мэллорны отгоняют орков. Затем Гэндальф и Эркенбранд, освобождают Апборн от орков и сразу же спешат на помощь Теодену. Объединившись с защищавшими горную крепость Теоденом, Арагорном, Гимли и Леголасом, они уничтожают войска Сарумана. После сражения в Хельмовой Пади Гэндальф, Арагорн, Леголас и Гимли нападают на Минас Моргул и очищают его от тьмы. Желая нанести решающий удар по Саурону, они выдвигаются в ущелье Кирит-Горгор, желая полностью уничтожить силы Тьмы. Герои успешно выполняют задачу, даже несмотря на то, что слуги Саурона призывают на помощь могущественнейшего Балрога.

### Кампания за Тьму
Кампания за силы Тьмы разворачивается до начала Войны за кольцо, описывая медленное восстановление сил Саурона после поражения в конце второй эпохи. Все начинается с набега орочьего генерала Гришнака на земли Рохана, после Король-Назгул отправляется в Чернолесье вместе со своими войсками и уничтожив множество эльфийских войск восстанавливает Дол-Гулдур. После Саурон начинает собирать союзников для будущей войны — отряд назгулов должен убедить взбунтовавшихся троллей сражаться за Темного Властелина, а колдун-предатель Саруман выводит породу орков урук-хай, скрестив людей с орками. После этого, Саурон начинает покорять Средиземье. Но оплоты Гондора мешают ему вырваться из Мордора, он захватывает под свой контроль башню Кирит-Унгол и заставляет последние силы света в Гондоре отступить к Лунной Крепости Минас-Итилю. В это время его агенты в Рохане захватывают один из крупнейших городов — Апборн, вместе с наёмницей-харадрим, которая послала убийцу к правителю Апборна и тот прикончил его. Последней битвой является грандиозное сражение за Минас-Итиль — Король-Назгул собрав все силы тьмы в кулак наносит по Лунной Крепости сокрушительный удар. Силы добра разгромлены, а Минас-Итиль превращается в Минас-Моргул. Вскоре после этого начинается оригинальная трилогия, и Фродо начинает свой путь с Кольцом к Роковой Горе, но эти события кампания не освещает, поэтому, можно предположить, что Саурон в конце концов все же проигрывает, а события в кампании за тьму являются приквелом к основной трилогии, которая разворачивается в кампании добра.

## Герои Света
Фродо. Хранитель Кольца. Один из самых слабых героев. Но его малоэффективность компенсируется небольшой стоимостью. Физическая сила героя не впечатляет, но он может приносить пользу своими способностями. «Единое Кольцо» помогает Фродо стать невидимым для всех, кроме юнитов-детекторов (назгулы, Король-Назгул, Голлум и Фродо а также Энт и Балгрог). Эту возможность рекомендуется использовать в начале игры, чтобы захватить дополнительные ресурсы первым или безнаказанно подорвать отряд или лагерь врага. Однако, надев Кольцо, Фродо непрерывно теряет здоровье и может даже погибнуть. Поэтому не следует использовать эту способность, если у героя осталось мало здоровья. Эльфийский меч «Жало» увеличивает урон против орков. «Аура Героя» может пригодиться, когда возле Фродо много героев с прокачанными способностями, она увеличивает скорость их восстановления. «Зов Кольца» — самая простая возможность героя, позволяющая ему быть «детектором» невидимок (Харадримы и Эльфийские лучники).
Гимли. Сын Глоина. Невероятно эффективен в штурме лагеря врага. Для штурма вражеской базы Гимли обладает 2 способностями. Первая — «Захват башни». Гном может захватить вражескую башню, выкидывая все войска оттуда. Вторая способность Гимли — «Аура Осады». Союзники возле Гимли имеют увеличенный урон против зданий. Последняя способность Гимли — «Удар по земле». Этим ударом Гимли оглушает всех врагов вокруг себя, лишая их возможности двигаться.
Арагорн. Наследник Исилдура. Эффективен как в атаке, так и в обороне. Для атаки у него есть способность «Ярость Андарила», значительно увеличивающая его атаку. В обороне Арагорну помогают способности «Королевская кровь» и «Королевский лист». Первая возможность делает Арагорна невоспримчивым к яду. Вторая способность лечит союзников. Сочетая в себе высокий урон, большой запас здоровья, способность лечиться и стойкость к большинству негативных эффектов, Арагорн может противостоять значительным силам противника.
Леголас. Принц Чернолесья. Специализируется на дальнем бою. Способен прикрывать рядом стоящие войска от орудий дальнего боя, используя «Ветер защиты». Также он способен придавать ускорения рядом стоящим войскам при помощи «Скорости эльфов». Может сбивать с ног противников специальной способностью «Верный выстрел».
Гэндальф. Митрандир/Олорин. Обладает способностями «Вспышка», «Огненный щит», «Обессиливание», «Огненный дождь». «Вспышка» на время обездвиживает всех врагов, стоящих рядом. «Огненный щит» накладывается на союзника огненное кольцо, которое наносит урон врагам вокруг. «Обессиливание» лишает врагов возможности пользоваться особыми способностями. «Огненный дождь» — вызывает шквал метеоритов, поджигающий здания и испепеляющий врагов в указанной области.

### Таблица параметров героев Света
| Имя героя   | Максимальное здоровье | Максимальная атака | Максимальная защита | Количество особых возможностей | Стоимость героя          | Требования          |
| ----------- | --------------------- | ------------------ | ------------------- | ------------------------------ | ------------------------ | ------------------- |
| Фродо       | 690                   | 27                 | 5                   | 4                              | 150 пищи, 150 руды       | Цитадель 1 уровня   |
| Гимли       | 715                   | 37                 | 7                   | 4                              | 3 единицы волшебной силы | Цитадель 2-4 уровня |
| Арагорн     | 750                   | 48                 | 7                   | 4                              | 3 единицы волшебной силы | Цитадель 2-4 уровня |
| Леголас     | 730                   | 38                 | 6                   | 3                              | 3 единицы волшебной силы | Цитадель 2-4 уровня |
| Гэндальф    | 790                   | 39                 | 7                   | 4                              | 4 единицы волшебной силы | Цитадель 5 уровня   |
| Древний Энт | 2000                  | 50                 | 4                   | 1                              | 7 единиц волшебной силы  | Нет                 |

## Герои Тьмы
Голлум. Раб Кольца. Слабый герой. Как и Фродо, нанимается за пищу и руду. Рекомендуется использовать для разведки, а также для захвата ресурсов и уничтожения слабого противника. Голлум может использовать способность «Маскировка», становясь невидимым, может использовать «Удар в Спину», который существенно увеличивает урон, наносимый из состояния невидимости. «Метка Голлума» отмечает вражеского воина и позволяет наблюдать за ним длительный промежуток времени. Знакомый уже «Зов Кольца» обнаруживает Фродо, надевшего Единое Кольцо.
Король-Назгул. Чёрный полководец Саурона. Особых физических способностей не имеет, но может оказывать поддержку своей темной магией. Вообще, Короля-назгула рекомендуется использовать для поддержки войска. Первая его способность — «Власть Тени». Она может превращать Призраков в Черных Всадников. Максимальное количество Всадников — 8 штук. Но эти 8 штук и Чёрный Полковец вместе практически непобедимы, при гибели одного Всадника, можно создать нового. Но эта магия недешева. Вторая способность Короля — «Дорога теней». Назгул может мгновенно переместиться на любой участок земли, покрытый порчей, захватив с собой всех ближайших призраков и Черных Всадников. «Аура Слабости» снижает защиту вражеских воинов, а «Зов Кольца» обнаруживает вражеского Фродо, надевшего Кольцо.
Салим Ка Мара. Охотница Харадрим. Атакует метательными клинками. Рекомендуется использовать в обороне. Обладает способностями «Ядовитая ловушка», «Знак Крови», «Клинки-змеи». Первая способность позволяет Ка Маре расставлять ловушки, отравляющие врага при прикосновении. Вторая магия может значительно повышать скорость восстановления здоровья отдельного воина, также накладывается на Знамя Тьмы чтобы восстановить здоровье у отряда воинов. «Клинки-змеи» пассивно пробивают врага и наносят урон противникам, стоящим подальше.
Гришнак. Командир орков Саурона. Опасный герой. Рекомендуется использовать в атаке. Может активировать «Волчий бег», на время значительно увеличив свою атаку и скорость. Гришнак также способен использовать способности «Взрыв-Ловушка» и «Факел». Установленная «Взрыв-ловушка» взрывается, нанося урон и отбрасывая всех врагов вблизи. «Факел» поджигает вражеское здание, нанося серьёзные повреждения.
Саруман. Многоцветный Маг. Ему не страшны большие армии врага. Эффективнее в обороне лагеря. Обладает способностями: «Ледяная тюрьма», «Незримая сила», «Поветрие», «Голос Сарумана». «Ледяная тюрьма» наносит урон и обездвиживает одного противника. «Незримая сила» отбрасывает назад всех врагов в указанной области. «Поветрие» заражает противников в небольшой области, полезно при атаке лагеря врага. «Голос Сарумана» навечно переманивает на свою сторону любого воина врага. Не действует на героев. В общем, Саруман обладает опасными магиями и по их эффективности уступает только Гэндальфу.

### Таблица параметров героев Тьмы
| Имя героя     | Максимальное здоровье | Максимальная атака                                         | Максимальная защита | Количество особых возможностей | Стоимость героя          | Требования                 |
| ------------- | --------------------- | ---------------------------------------------------------- | ------------------- | ------------------------------ | ------------------------ | -------------------------- |
| Голлум        | 699                   | 26 (68, первый удар из невидимости на максимальном уровне) | 8                   | 4                              | 150 пищи, 150 руды       | Крепость Мордора 1 уровня  |
| Король-Назгул | 735                   | 33                                                         | 9                   | 4                              | 3 единицы волшебной силы | Чёрная цитадель 2-4 уровня |
| Ка Мара       | 757                   | 34                                                         | 9                   | 4                              | 3 единицы волшебной силы | Чёрная цитадель 2-4 уровня |
| Гришнак       | 760                   | 34                                                         | 10                  | 3                              | 3 единицы волшебной силы | Чёрная цитадель 2-4 уровня |
| Саруман       | 700                   | 36                                                         | 8                   | 4                              | 4 единицы волшебной силы | Чёрная цитадель 5 уровня   |
| Балрог        | 2290                  | 68                                                         | 9                   | 1                              | 7 единиц волшебной силы  | Нет                        |

## Заклинания Палантира

### Магия Света
| Название заклинания | Описание заклинания | Требуемое количество волшебной силы |
| ------------------- | --- | ----------------------------------- |
| Слепота             | Ослепление всех врагов в указанной области. Противники лишаются возможности атаковать, но могут передвигаться.                                                                     | 2 единицы                           |
| Терновник           | Указанная область на время охватывается терновником. При передвижениях в этой области враги непрерывно теряют здоровье.                                                            | 3 единицы                           |
| Ореол славы         | Увеличение здоровья, атаки и защиты героя, но при этом его нельзя будет воскресить после смерти.                                                                                   | 3 единицы                           |
| Ветер Манве         | Дружественные воины дальнего боя в указанной области временно получают возможность отбрасывать врагов назад при атаке.                                                             | 2 единицы                           |
| Древний Энт         | Вызов Древнего Энта, сражающегося на вашей стороне. Энт обладает «Зорким глазом» и огромной физической силой. Атакует глыбами на расстоянии. После истечения срока жизни погибает. | 7 единиц                            |

### Магия Тьмы
| Название заклинания | Описание заклинания | Требуемое количество волшебной силы |
| ------------------- | --- | ----------------------------------- |
| Болото              | На время указанный участок земли превращается в болото, которое снижает скорость перемещения врагов. | 2 единицы                           |
| Стая ворон          | Временный вызов стаи ворон в указанной области, которая принимает на себя весь урон, наносимый союзникам в дальнем бою. | 3 единицы                           |
| Волна Гнева         | Исцеление всех союзников в указанной области. | 3 единицы                           |
| Обелиск             | В указанной области появляется Обелиск, который принимает на себя весь урон, наносимый союзникам. | 4 единицы                           |
| Балрог              | Вызов Демона Моргота, сражающегося на вашей стороне. Балрог обладает «Зорким глазом» и огромной физической силой. Атакуя здания, поджигает их. Может наносит удары, сбивающие врагов с ног. Атакует огненным мечом. После истечения срока жизни погибает. | 7 единиц                            |